# Ioan Răuțescu
 (août 2023).
 (mai 2023).
Le contenu est difficilement compréhensible vu les erreurs de traduction, qui sont peut-être dues à l'utilisation d'un logiciel de traduction automatique.
Ioan (Ion) Răuțescu, né le 1er octobre 1892 à Dragoslavele et mort le 19 mai 1974 dans la même ville, est un prêtre roumain, monographiste historique, paléographe, collectionneur de documents anciens, publiciste et folkloriste qui s'occupait principalement de la recherche sur l'histoire de l'ancienne département de Muscel, au nord de la Valachie, écrivant quatre monographies dédié audit département, ouvrages récompensés par l'Académie Roumaine, Section Histoire.

## Biographie

### Enfance
Ioan Răuțescu est né le 1er octobre 1892 , dans la commune de Dragoslavele, ancien département de Muscel, actuellement département d'Argeș, étant le premier des neuf enfants d'Ion et Paraschiva Răuțescu. Son père, Ion Răuțescu (né le 24 janvier 1860 - mort le 14 octobre 1916) est tué devant la maison, par un projectile d'artillerie, pendant la Première Guerre mondiale, Dragoslavele étant le théâtre du combat. De même, le frère cadet du prêtre Ioan Răuțescu, Daniil Răuțescu (1896-1916), meurt en 1916, lors de la bataille du col de Bratocea, son nom se trouvant sur le Mausolée de Mateiaș érigé en l'honneur des héros tombés dans la batailles de la Première Guerre mondiale.

### Éducation et formation
Après avoir terminé les cours de l'école primaire de Dragoslavele, portant dans son âme les paroles de sa mère: "Je t'envoie à l'école, pour devenir enseignant ou prêtre, à condition que tu retournes au village" , Ioan Răuțescu fréquente, entre 1905 et 1913, le Séminaire Central de Bucarest. Ici, il montre une passion pour les langues étrangères et entreprend les premières recherches sur certains ouvrages et documents à la bibliothèque de l'Académie roumaine.
Après avoir obtenu son diplôme du Séminaire, le 29 septembre 1913, il épouse Maria Arsulescu, la cousine du dramaturge Tudor Mușatescu. Au cours de leur long mariage (61 ans) ils ont eu 9 enfants dont 6 ont survécu: Nicolae, Ana, Vasilica, Maria Rodica, Sofia et Elena "Puica".
Entre 1927 et 1931, Ioan Răuțescu a fréquenté, en tant que boursier, la Faculté de théologie orthodoxe de l'Université de Bucarest, montrant des inclinations pour l'apprentissage des langues grecque, slave, hébraïque, française et allemande. Il est documenté aux Archives nationales de Roumanie et à la Bibliothèque de l'Académie roumaine afin d'élaborer la thèse de licence sur le Monastère d'Aninoasa dans l'ancien département Muscel. Il a soutenu sa thèse le 31 octobre 1931, obtenant la note maximale.

### Activité professionnelle
Le 25 janvier 1914, Ioan Răuțescu est ordonné par l'évêque Teofil Mihăilescu, vicaire de la Sainte Métropole d'Ungrovlahia, comme diacre de la Église "St. Vasile" à Bucarest, et le lendemain, 26 janvier 1914, en tant que prêtre dans la Cathédrale "St. Ioan" de Ploiești, qui avait le même patron que l'église "Înălțarea Domnului", de la ville natale de Dragoslavele. Jusqu'au 1er octobre 1920, Ioan Răuțescu était prêtre adjoint, puis prêtre de la paroisse dans la même église, qui a été élevé au rang de paroisse par le décret n° 3431 d'août 1920. Il a servi cette église jusqu'à sa retraite en 1968.
Parallèlement à son activité pastorale, de 1914 à 1920, Ioan Răuțescu enseigne la religion comme enseignant suppléant à l'école élémentaire de Dragoslavele.
Pendant 25 ans, entre 1925 et 1950, le prêtre Ioan Răuțescu a été sans interruption le président du Cercle des prêtres de Rucăr et, durant plusieurs années, membre et, plus tard, président de la Commission Archéparchique de Jugement de la ville de Câmpulung.
Pour la façon dont il a su accomplir son devoir de berger, il a reçu les récompenses suivantes:
par l'Ordre de la Sainte Métropole d'Ungrovlahia n° 4921 du 31 octobre 1925 - le droit de porter une ceinture et un chapeau bleues, avec l'Ordre n° 9786/1930 - le droit de porter une ceinture rouge, et en 1944 l'Archéparchie de Muscel a fait savoir que la Sainte Métropole avait accordé à Ioan Răuțescu le rang de prêtre titulaire stavrophore. L'ordination a été faite par le vicaire Veniamin Pocitan, au début de février 1944.

## Postérité
Ioan Răuțescu est mort dans la maison familiale, à Dragoslavele, le 19 mai 1974. Il est enterré dans la cour de l'église "Înălțarea Domnului" à Dragoslavele.
Après 1990, grâce aux soins de sa plus jeune fille, Elena Răuțescu-Petroșanu, certaines des œuvres du prêtre Ioan Răuțescu ont été republiées.
Au centre de la ville Câmpulung, près de l'église Sf. Nicolae, du bout du boulevard Negru-Vodă, en face du buste du fondateur et premier souverain de Valachie - Negru-Vodă, le buste du prêtre Ioan Răuțescu a été érigé en 2004.
Par décision de la mairie de Câmpulung, la rue Dr. Petru Groza est devenue la rue Ioan Răuțescu . Aussi, le Centre culturel à Dragoslavele porte actuellement son nom.

## Chronologie des oeuvres
- Colinde [Chants populaires] (1919) en roumain, dans la Bibliothèque "Dumineca Poporului", no. 1.

### Monographies historiques
- Dragoslavele, 1ère éd. (1923), en collaboration avec le folkloriste Constantin Rădulescu-Codin
- Mănăstirea Aninoasa (1933)
- Dragoslavele, 2e éd. (1937)
- Topoloveni (1939), avec une préface de Ion Mihalache
- Câmpulung-Muscel. Monographie historique (1943)

### Apports littéraires
- Oaia pierdută - colecția "Ia și citește" [La brebis perdue - Collection "Prendre et lire"] (1927), Biblioteca Cercului de Publicațiuni religioase-morale, "România Mare", Bucharest

### Traductions
- (ro) Fritz Ortlepp, Luptele din regiunea Bran și Dragoslavele : Les batailles dans la région de Bran et Dragoslavele, Ed. Phoenix, 2003, 168 p. (ISBN 9789738416123, OCLC 895754123)

## Prix littéraires
- Le Prix Grigore Angelescu (1924), décerné par l'Académie Roumaine, section Histoire, pour la monographie Dragoslavele, ed.1 (1923)
- Le Prix V. Adamachi (divisible) (1940), décerné par l'Académie Roumaine, section Histoire, pour la monographie Topoloveni (1939)
- Le Prix Dr. Cornel Nicoară (1945), décerné par l'Académie Roumaine, section Histoire, pour la monographie Câmpulung-Muscel (1943)